# Монтегю, Томас, 4-й граф Солсбери
Томас Монтегю (или Монтекьют) (англ. Thomas Montacute; 13 июня 1388 — 3 ноября 1428) — английский аристократ, 4-й граф Солсбери и 5-й барон Монтермар, один из крупнейших английских военачальников времён Столетней войны. С 1419 г. генеральный наместник короля Англии в герцогстве Нормандском. Считался «самым искусным, ловким, опытным и удачливым из всех английских капитанов». Не проиграл ни одного сражения. Документы того времени рисуют его «вторым рыцарем после короля», отлично зарекомендовавшим себя в разведке, артиллерийском и осадном деле. Граф отличался недюжинной смекалкой — при переправе через Луару по его приказу импровизированный мост был сделан из армейских повозок и телег. Неизменно пользовался уважением у своих людей.

## Ранние годы
Томас Монтегю был старшим сыном Джона Монтегю, 3-го графа Солсбери и Мод Френсис, дочери лондонского горожанина. Его отец был для своего времени человеком просвещённым и широко мыслящим — поддерживая тесную дружбу с королём Ричардом II, он был в то же время, несмотря на недовольство последнего, видным представителем партии лоллардов. Джон Монтегю поддерживал дружбу с Кристиной Пизанской, чей сын в течение нескольких лет жил и воспитывался в доме Монтегю. После свержения Ричарда II он сохранил верность бывшему королю и в 1400 году принял участие в заговоре против нового короля Генриха IV, ставившего своей целью восстановить на троне Ричарда. Восстание было разгромлено, Джон Монтегю был казнён, а его земли отошли в казну.
Финансовое положение старшего сына в то время было весьма незавидным, он вынужден был существовать на 1000 фунтов годового дохода, таким образом находясь на последнем месте среди английских графов. Однако он сумел найти выход из положения, взяв в жены Элеонору Холланд, четвёртую дочь Томаса Холланда, 2-го графа Кентского, сестру Эдмунда Холланда, 3-го графа Кентского, которая после смерти отца смогла наследовать половину семейного достояния. Свадьба состоялась 13 мая 1399 года. От этого брака родилась дочь Алиса, которая вышла замуж за Ричарда Невилла, унаследовавшего титул графа Солсбери после смерти тестя.
14 июня 1409 года он принёс клятву верности королю, после чего получил назад часть отцовских владений, в том числе поместье Бишам Мэнор в Беркшире, которое с тех пор стало его резиденцией. В октябре того же года вошёл в состав парламента под именем графа Солсбери, хотя официально был возведён в титул в 1421 году (уже при новом короле — Генрихе V).
Известно, что граф в качестве паломника посетил Иерусалим и участвовал в подавлении восстания Оуайна Глендура в Уэльсе, в 1412 году воевал под патронатом герцога Кларенса.
В 1414 году стал рыцарем Ордена Подвязки. В том же году впервые посетил Францию как представитель английского короля, причём его миссией были предварительные переговоры о возможности женитьбы Генриха на дочери Карла VI. Оставался во Франции с июля по октябрь.
В июле 1415 года был одним из семи пэров, осудивших на казнь Ричарда, графа Кембриджского, за участие в т. н. Саутгемптонском заговоре — попытке свергнуть короля Генриха и заменить его Эдмундом Мортимером, 5-м графом Марчским.

## Участие в Столетней войне
16 апреля 1415 года принимал участие в большом совете в Вестминстере, где решено было возобновить войну против Франции с целью обеспечить королю «законное наследство».
29 апреля граф подписал контракт о военной службе, в котором обязался королю служить ему в течение года, в герцогстве Гиеньском или во Франции, по желанию суверена, выставив отряд из трёх рыцарей и 36 оруженосцев и 80 конных лучников. По тому же контракту графу назначалось жалование в 6 шиллингов 8 пенсов в день, каждому из рыцарей — два шиллинга в день. Для остальных членов отряда жалование зависело от места службы — в Гиени для каждого из оруженосцев оно должно было составлять 18 пенсов в день, на лучника — 9 пенсов в день. Во Франции жалование оруженосца составляло бы 12 пенсов в день, лучника — 6 пенсов в день. Кроме того, раз в три месяца граф имел право на одноразовое вознаграждение, которое должно было составлять 100 марок на 30 человек за три месяца. Переправа людей и лошадей во Францию должна была осуществляться за счёт короля.
Смотр для новонабранного отряда был назначен в мае.
1 июня в Лондоне граф дополнительно принял себе на службу Уильяма Бедика и с ним двух его лучников, с обязательством оставаться на службе в течение года, причём капитану лично назначалось жалование в 18 пенсов в день, его лучникам — 9 пенсов в день (в Гиени) или во Франции 12 пенсов в день для капитана и по шесть на каждого из лучников. Уильям Бедик также обязывался за свой счёт поставить лошадей, и прибыть на смотр 1 июля. Питание для Уильяма и его слуги должно было поставляться за счёт графа. То же касалось переправы Уильяма с его людьми и лошадьми во Францию. В случае, если наёмник захватил бы в плен французского дворянина, треть от выкупа должна была перейти к графу, то же касалось всех прочих военных трофеев.
3 июня отряд Солсбери разместился в королевских поместьях Кристчерч, Кенфорд и Пул.
В июне 1415 года вместе с королём высадился во Франции, где сразу принял участие в битве при Азенкуре, во время которой под его началом сражались 40 пехотинцев и 89 конных лучников.
8 июля был проведён общий смотр английским войскам, и Солсбери в залог выплаты на следующие три месяца получил от короля большой канделябр из серебра с позолотой, весом в 65 фунтов 3 унции; два золотых подсвечника, весом в 14 фунтов 7,25 унции каждый, и также несколько драгоценностей и предметов дорогой посуды. Все это казна должна была выкупить не позднее чем через 19 месяцев. Вернулся в Англию в середине ноября того же года.
В июле 1417 года вместе с королём вновь высадился во Франции. Участвовал в осаде Арфлера, Руана, Фалеза, командовал арьергардом при осаде Кана. В 1419 году получил титул генерального наместника Нормандии, и получил от короля в лен земли и домен Небур (которые принадлежали ранее Иру де Вье-Пору), графство Перш (вместе соответствующим титулом), земли Лонгви — король Генрих таким образом награждал своих соратников, раздавая им владения, ранее принадлежавшие членам арманьякской партии. Позднее от имени короля-ребенка Генриха VI герцог Бедфорд передал ему все владения Жана V Бретонского, расположенные вне собственно Бретани.
В 1420 году участвовал в подготовке договора в Труа, по которому после смерти короля Карла VI Безумного, Французское королевство переходило к Генриху VI, теряя таким образом независимость и становясь частью Англии. В том же году принимал участие в организации свадьбы Генриха и дочери Карла VI — Екатерины. В том же году сопровождал короля при его въезде в Париж.
В 1421 году в битве при Божё заменил погибшего герцога Кларенса.
Получил титул наместника Шампани и Бри, в 1423 году одержал победу над французами и шотландцами при Краване.
В следующем, 1424 году сражался при Вернее под командованием герцога Бедфордского, после чего вернулся в Англию «с большой пышностью и великолепием», где ему было предоставлено войсковое подкрепление. Ходили слухи, что вместе с герцогами Бедфордом и Глостером он принимал участие в заговоре против Филиппа Доброго, якобы флиртовавшего с его женой Элеонорой Кентской.
Вероятно, в том же году Элеонора Кентская умерла, и Солсбери повторно женился на Алисе Чосер, дочери Томаса Чосера, внучке автора «Кентерберийских рассказов». Точная дата заключения этого брака неизвестна, предполагается, что речь идёт об осени (октябре-ноябре) 1424 года.

## Гибель
В 1428 году по требованию английского парламента Солсбери вновь возвращается во Францию с новонабранным армейским корпусом. Сохранился военный контракт, подписанный им 24 марта 1428 года в Вестминстере с членами Королевского совета. Согласно этому документу, под его начала передавался корпус, собранный на полгода, начиная с 30 июня 1428 года. В его состав должны были войти 6 рыцарей-баннеретов, 34 оруженосца, 559 пехотинцев, 1800 лучников, причём граф оставлял за собой право заменить пехотинца тремя лучниками.
Впрочем, на деле ему удалось получить только одного баннерета, 8 оруженосцев, 440 пеших солдат (из них 4 канонира), 2250 лучников (среди них — 80 плотников, каменщиков, мастеров по изготовлению и починке луков и стрел).

Герб Томаса Монтегю

Среди прочего, контракт включал следующие пункты:
Однако названный граф не может взять или приказать взять на своё содержание солдатом или лучником ни того, кто находится во Французском королевстве, ни тех, кто без разрешения Джона, герцога Бедфорда, дяди короля, нашего высочайшего господина и регента его королевства Франции, приехали из королевства Англии и у коих есть земли, рента, чинш (арендная плата) или доходы или же другие владения в названном королевстве Франции, за которые они обязаны идти на военную службу короля, нашего высочайшего повелителя (…)
Кроме того, если кто-либо находится при смерти или убит на службе короля, государя нашего, то на полгода от сего момента не будет вычетов из его содержания.
Согласно французским хроникам, перед отъездом Солсбери встречался с пленным герцогом Орлеанским и дал ему слово не нападать на его земли, ввиду того, что герцог по понятным причинам не в состоянии был взять на себя их защиту, но позднее под давлением Бедфорда вынужден был нарушить своё слово.
Весной и летом 1428 года Солсбери захватил Рамбуйе, Мён, Божанси, Жаржо, и 12 октября подступил к Орлеану. Война приобретала всё большее ожесточение, причём Солсбери отнюдь не всегда вёл себя согласно рыцарским законам. Так, после захвата замка Орсэ в 1423 году он гнал захваченных в плен французов до самого Парижа с верёвками на шее; при переправе через реку Сарт он заставил своих людей прикрепить к одежде белые кресты — то есть выдать себя за армию французского короля — и мобилизовать местных крестьян на постройку моста. После того, как работа была закончена, по его приказу строителей перебили. Но настоящий шок у современников вызвало его разрешение своим войскам разграбить церковь Богородицы в Клери; по мнению современников, его гибель после этого была предрешена.
Как повествует «Дневник Орлеанской осады», 24 октября англичанам удалось захватить «две Турнелли» — башни, охранявшие въезд на крепостной мост, и кольцо внешних укреплений Орлеана. В тот же день Солсбери пожелал подняться на второй этаж одной из Турнеллей, чтобы с высоты попытаться разглядеть систему городских укреплений. О дальнейшем «Дневник…» рассказывает следующим образом:
Едва он очутился там и принялся смотреть на город из окон Турнеллей, его ранило из пушки, стрелявшей, как то полагают, с башни Нотр-Дам, но откуда на самом деле прилетело ядро так и осталось непрояснённым; посему с того времени [и доныне] многие верят, что это произошло промыслом божьим. Ядро из сказанной пушки ударило его в голову, так что ему разбило половину щеки и вырвало один глаз: что было великим благом для королевства, ибо он был полководцем над армией, а также из всех англичан самым прославленным и наводящим страх.
Раненый полководец немедленно был переправлен в Мён-сюр-Луар, где скончался 27 октября (по другим данным — 3 ноября) того же года. Существует легенда, что перед смертью он взял слово с английских капитанов во что бы то ни стало продолжать осаду.
«Дневник…» кратко резюмирует, что «Эта смерть, бывшая великой бедой для англичан, напротив, для французов обернулась великой пользой.»
Тело Солсбери было переправлено в Англию и с почестями похоронено в приорстве Бишам, рядом с телом его отца.

## В литературе
Томас Монтегю, граф Солсбери выступает как действующее лицо в шекспировской хронике «Генрих VI, часть 1».
В 2013 году была опубликована историческая драма в стихах Павла Алёшина «Граф Солсбери».